# Gościeńczyce
Gościeńczyce – wieś sołecka w Polsce położona w województwie mazowieckim, w powiecie grójeckim, w gminie Grójec.
W latach 1975–1998 miejscowość administracyjnie należała do województwa radomskiego.
W Gościeńczycach kończy swój bieg niewielka rzeka Kraska, która w tym miejscu wpada do Jeziorki.
Znajduje się tutaj dwór z połowy XIX wieku.
W miejscowości kręcono zdjęcia do filmu Wesele w reżyserii Wojciecha Smarzowskiego, a także sceny do serialu Kowalscy kontra Kowalscy w reżyserii Okiła Khamidova.
Zobacz też: Kolonia Gościeńczyce